# Epigomphus sulcatistyla
Epigomphus sulcatistyla är en trollsländeart som beskrevs av Donnelly 1989. Epigomphus sulcatistyla ingår i släktet Epigomphus och familjen flodtrollsländor. IUCN kategoriserar arten globalt som starkt hotad. Inga underarter finns listade i Catalogue of Life.